# کلارکسویل، شهرستان همیلتون، ایندیانا
کلارکسویل (به انگلیسی: Clarksville) یک منطقهٔ مسکونی در ایالات متحده آمریکا است که در شهرستان همیلتون، ایندیانا واقع شده‌است. کلارکسویل ۲۵۵٫۱۲ متر بالاتر از سطح دریا واقع شده‌است.